# Cyrtopodion turcmenicum
Cyrtopodion turcmenicum este o specie de șopârle din genul Cyrtopodion, familia Gekkonidae, descrisă de Shcherbak 1978. Conform Catalogue of Life specia Cyrtopodion turcmenicum nu are subspecii cunoscute.